# Озолмуйжская волость
О́золмуйжская во́лость (латыш. Ozolmuižas pagasts) — одна из двадцати пяти территориальных единиц Резекненского края Латвии. Находится в центральной части края. Граничит с городом Резекне, Сакстагальской, Озолайнской и Аудринской волостями своего края.
Крупнейшими населёнными пунктами волости являются сёла: Озолмуйжа (волостной центр), Лиелие Гаранчи, Бумбишкас, Скуяс, Криеву Слобода, Кривини, Яунсаймниеки.
Озолмуйжскую волость пересекает Резекненская объездная дорога А15, являющейся частью Европейского маршрута E262 и автодорога А12, являющейся частью Европейского маршрута E22.
По территории волости протекают реки Резекне, Чечёра, Медине, Яуниве. Некогда существовавшее Узулмуйжское озеро было осушено в 1965 году.

## История
Нынешняя Озолмуйжская волость занимает земли, некогда входившие в состав Озолайнской и Макашенской волостей, по левому берегу реки Резекне.
В 1945 году в Озолайнской волости Резекненского уезда (до 1930 года называвшейся Озолмуйжской) были созданы Бекшский, Бумбишский, Озолайнский и Слободский сельские советы. После отмены в 1949 году волостного деления Слободский сельсовет входил в состав Резекненского района.
В 1950 году к Слободскому сельсовету была присоединена территория ликвидированных Ратниекского и Бумбишкского сельских советов. В 1971 году — территория совхоза «Советская Латвия» Межарского сельсовета. В 1973 году — часть территории Озолайнского сельсовета. В 1974 году часть территории Слободского сельсовета, с населением около пятисот человек, была включена в состав города Резекне.
В 1990 году Слободский сельсовет был реорганизован в волость. Осенью того же года Слободская волость была переименована в Озолмуйжскую. В 2009 году, по окончании латвийской административно-территориальной реформы, Озолмуйжская волость вошла в состав Резекненского края.